# サフィル・タイデル
サフィル・タイデル（Saphir Sliti Taïder, 1992年2月29日 - ）は、フランス・タルヌ県カストル出身のサッカー選手。ポジションはMF。
チュニジア系の父とアルジェリア系の母を持ち、同じくサッカー選手の兄ナビル・タイデルはチュニジア代表としてプレーしている。NHKではテデールと呼称されている。

## クラブ経歴
2009-10シーズン終盤、リーグ・アンのグルノーブルでトップチームデビュー。チームがリーグ・ドゥ（2部）に降格した翌年は23試合に出場したが、グルノーブルはシーズン終了後に財政難によりアマチュア降格となり、2011年夏、セリエAのボローニャFCと契約した。2012年1月、保有権の半分をユヴェントスFCが持つことになったが、シーズン終了後に再びボローニャが全保有権を買い戻している。
2013年8月20日、インテルナツィオナーレ・ミラノに共同保有で移籍が決定。2013-14シーズンには途中出場12試合を含む25試合に出場した。シーズン終了後の2014年7月3日にインテルがボローニャから保有権を完全に買い取った。
2014年8月6日、ダニエル・オスヴァルドとのトレードでサウサンプトンFCに買い取りオプション付きでのレンタル移籍が決定した。しかし、9月1日になって「チームの求めるレベルにない」ことを理由にサウサンプトンがレンタル契約を破棄したため、改めてUSサッスオーロ・カルチョにレンタル移籍した。
2015年8月31日、古巣のボローニャFCへ買取義務付きのレンタルで2年ぶりに復帰した。

## 代表経歴
各年代別のフランス代表に選出されたが、フル代表ではアルジェリア代表を選択。2013年3月26日のワールドカップ予選・ベナン戦でアルジェリア代表デビューし、決勝点となる代表初得点を挙げた。
なお兄のナビル・タイデルは年代別のフランス代表でプレーした後、チュニジア代表入りを選択。しかし2006年のワールドカップではFIFAの裁定により出場はかなわず、2009年になってようやく代表入りが認められた。

## 代表歴

### 出場大会
- アルジェリア代表
  - 2014 FIFAワールドカップ

### 試合数
- 国際Aマッチ 46試合 5得点（2013年-2019年）[10]

| アルジェリア代表 | 国際Aマッチ | 国際Aマッチ |
| 年               | 出場        | 得点        |
| ---------------- | ----------- | ----------- |
| 2013             | 8           | 2           |
| 2014             | 11          | 1           |
| 2015             | 12          | 0           |
| 2016             | 6           | 2           |
| 2017             | 5           | 0           |
| 2018             | 3           | 0           |
| 2019             | 1           | 0           |
| 通算             | 46          | 5           |